# Vakraad
Een vakraad is een landelijk samenwerkingsverband van Nederlandse werkgevers en werknemers. Vakraden zijn georganiseerd per bedrijfstak en hebben de juridische vorm van een stichting. Een belangrijke taak van de vakraden is het afsluiten van cao’s. De vakraad meldt de overeenkomst aan bij het ministerie van Sociale Zaken en Werkgelegenheid en vraagt de algemeenverbindendverklaring van de collectieve arbeidsvoorwaarden aan. Daarnaast houden vakraden zich bezig met het ontwikkelen van beleid op het gebied van arbeidsvoorwaarden en arbeidsverhoudingen. Voorbeelden hiervan zijn pensioenregelingen en opleidingen. Ook kan een vakraad zich bezig houden met de arbeidsmarktsituatie en de werkgelegenheid in de bedrijfstak.
De vakraden kennen onderling verschillende werkwijzen. Worden werkgever en werknemer het niet met elkaar eens over de toepassing van de cao, of zijn er klachten over overtredingen van de cao, dan bestaat de mogelijkheid om dit ter advisering voor te leggen aan een vakraad. Een vakraad geeft uitwerking aan afspraken die in de cao zijn gemaakt. Het bestuur ziet toe op een goede uitvoering en geeft informatie en advies over de cao.
Aan werkgeverszijde wordt deelgenomen door een groot aantal verschillende partijen. Aan werknemerszijde nemen gebruikelijk de FNV, het CNV en De Unie deel aan het overleg.

## Geschiedenis

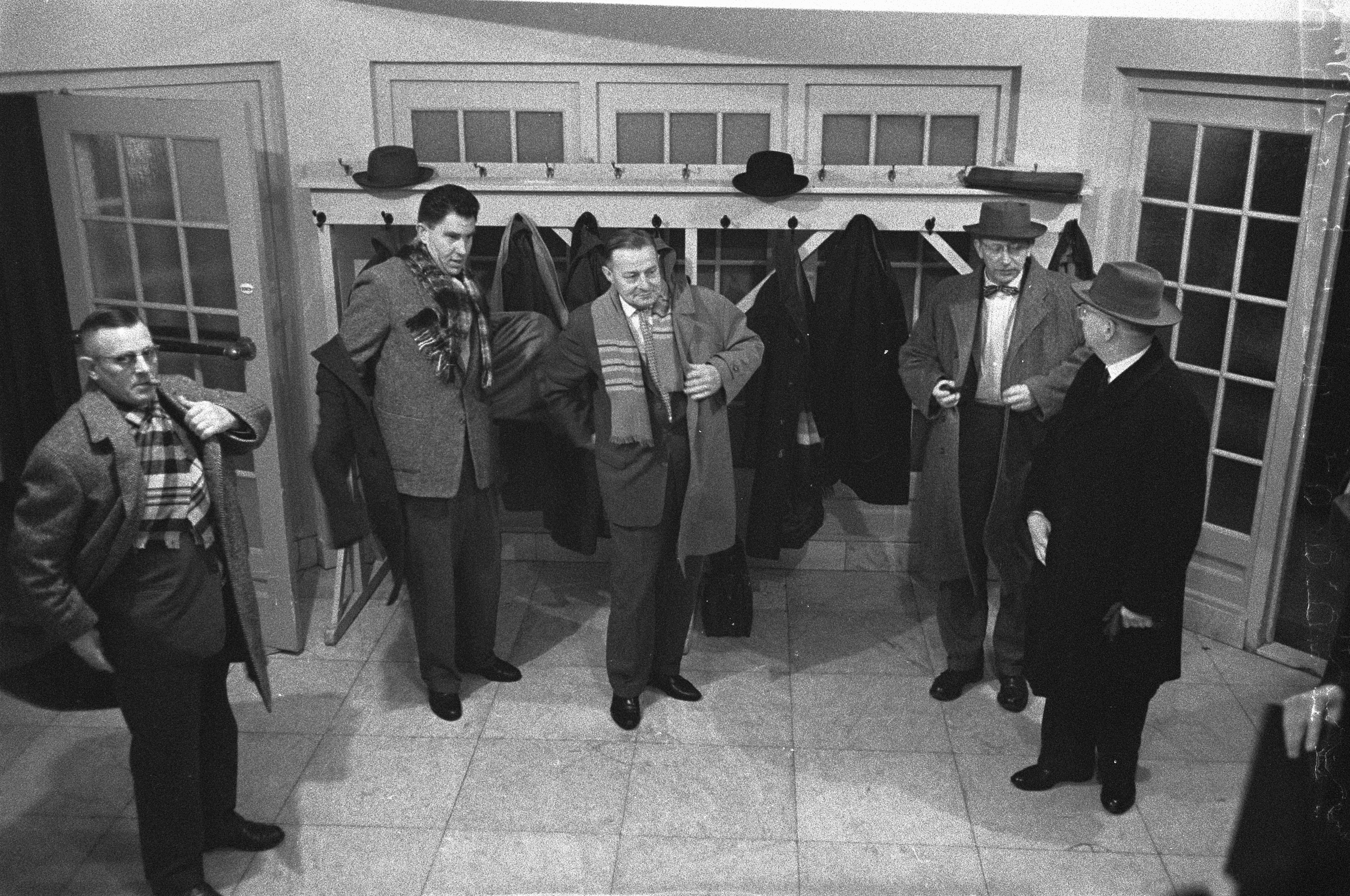
Leden Vakraad van de Metaal na afloop van een bespreking met de regering (1960)

Rond 1900 werd in de Tweede Kamer gediscussieerd over het invoeren van een bedrijfs- of vakraad, waarin patroons en bedienden gelijkelijk vertegenwoordigd zouden zijn en die sterk lijkt op de huidige vakraad, door o.a. Syb Talma en door Jan van der Molen.
In 1897 nam het kabinet-Röell de Wet op de Kamers van Arbeid aan. In deze kamers, ook wel arbeidsraden genoemd, zaten door werkgevers en arbeiders gekozen vertegenwoordigers. Een later voorstel was, dat de minister aan de Arbeidsraad kon verzoeken een Vakraad in te stellen om advies uit te brengen of voor een vakgebied collectieve arbeidsovereenkomsten bindend waren.
Vakbondsbestuurder Inte Onsman wilde voor de Eerste Wereldoorlog al die nieuwe organisatievorm voor de vakbond met lokale en provinciale vakraden invoeren. Daarmee was hij zijn tijd ver vooruit.
Een andere pionier was Joannes Antonius Veraart. In 1914 slaagde hij in het afsluiten van de eerste landelijke collectieve arbeidsovereenkomst. Na de Eerste Wereldoorlog schreef hij het Paaschmanifest en werd hij voorzitter van de R.K. Bedrijfsradenbeweging, die in 1921 stopte wegens tegenwerking van de werkgevers. Hij werd toen adviseur van het R.K.Vakbureau.
Later werkte hij mee aan de voorbereiding van de Bedrijfsradenwet. De bedrijfsraad is een vergelijkbare instelling als de vakraad.
In 1924 werd een vakraad van den Ned. R.K. Middenstandsbond ingesteld. Leden ervan waren de voorzitters en secretarissen van de aangesloten vakbonden. Andere vakraden volgden, met name in de kappersbranche. Zo is in 1926 in Den Haag de plaatselijke vakraad voor kappers opgericht, waarin patroonsorganisaties en personeelsverenigingen zitting hadden.
In 1933 werd onder minister Verschuur de Bedrijfsradenwet aangenomen. Er zijn 21 bedrijfsraden opgericht onder deze wet.
Na de oorlog werd in 1945 door Dirk Stikker de Stichting van den Arbeid opgericht. Deze stichting voorzag in haar statuten de oprichting van vakraden op het niveau van afzonderlijke bedrijfstakken. In het daaropvolgende decennium zijn een zevental vakraden opgericht en zijn er twee als vakraden fungerende bedrijfsraden.
In 1947 is in de Regelen omtrent ondernemingsraden in artikel 25 de mogelijkheid geopend, dat een bedrijfsraad of een vakraad, als bovenbedoeld, door de Sociaal-Economische Raad met de uitoefening van de taken en bevoegdheden van een bedrijfscommissie wordt belast.

## Huidige vakraden
- Vakraad voor de Contractcateringbranche[11]
- Vakraad voor de Houtverwerkende Industrie[12]
- Vakraad voor het Kappersbedrijf[13]
- Vakraad Metaal en Techniek[14]

Voorheen de bedrijfstak 'Kleine Metaalnijverheid’, later de ‘Metaalnijverheid’ (de kleinmetaal).
- Vakraad voor de Meubelindustrie en Meubileringsbedrijven[15]
- Vakraad voor de Mode-, Interieur-, Tapijt- en Textielindustrie (Vakraad MITT)[16]

Voorheen: Vakraad voor de Schoen- en Lederwaren-industrie, Vakraad voor de Confectie-Industrie
- Vakraad voor de Timmerindustrie[17]

## Andere vakraden
In letterlijk zin betekent vakraad een raad binnen een vakgebied, dus niet noodzakelijk een raad van werkgevers en werknemers binnen een vakgebied.
Ook andere organisaties noemen zich soms vakraad. Zo is er de Signmakers Vakraad, die de toelatingseisen van erkende signbedrijven en het bewaken van de erkenning vaststelt en als geschillencommissie optreedt op een moment dat zich een dispuut met een klant voordoet.
In EU-verband wordt de term vakraad gebruikt voor de raden van ministers naar departement: vakraad van de ministers van landbouw, vakraad van de ministers van sport, etc.

## Alternatieven
De onderhandelingen en uitvoering van cao's kunnen ook langs andere weg plaats vinden. Zo kent de uitzendsector niet zoiets als een Vakraad. Er is ook geen cao-secretariaat voor beide partijen. De werkgevers verzorgen het secretariaat. Wel is er ook een Sociaal Fonds cao. Daaruit wordt de Stichting Doorzaam gefinancierd. Een door werkgevers en werknemers bestuurd stichting voor duurzame inzetbaarheid. Zowel voor scholingsactiviteiten als Arbo voorlichting. En de SNCU, zeg maar de cao-politie in de uitzendsector. Die doen aan cao-voorlichting, ook in diverse talen en aan handhaving van de uitzend cao. Ze kunnen onderzoek instellen bij uitzendbureaus en bij gebleken fouten nabetaling van de uitzendkrachten afdwingen, inclusief een boete bij niet meewerken. Moet bij notoire cao-overtreders vaak wel weer een rechterlijke uitspraak aan te pas komen, maar die wint de SNCU ook vaak.